# Даніель Вельзер
Даніель Вельзер (нім. Daniel Welser; 16 лютого 1983, м. Клагенфурт, Австрія) — австрійський хокеїст, лівий нападник. Виступає за «Ред Булл» (Зальцбург) в Австрійській хокейній лізі. 
Вихованець хокейної школи ХК «Клагенфурт». Виступав за ХК «Клагенфурт», ХК «Шеллефтео», «Ред Булл» (Зальцбург).
У складі національної збірної Австрії учасник чемпіонатів світу 2003, 2004, 2005, 2006 (дивізіон I), 2007, 2008 (дивізіон I), 2010 (дивізіон I), 2011 і 2012 (дивізіон I). У складі молодіжної збірної Австрії учасник чемпіонатів світу 2001 (дивізіон I), 2002 (дивізіон I) і 2003 (дивізіон I). У складі юніорської збірної Австрії учасник чемпіонату світу 2000 (група B).
Досягнення
- Чемпіон Австрії (2000, 2001, 2004, 2008, 2010, 2011), срібний призер (2009)
- Володар Європейського трофея (2012)
- Володар Континентального кубка (2010), срібний призер (2011).